# Desmoscolex draconemoides
Desmoscolex draconemoides är en rundmaskart som beskrevs av Timm 1970. Desmoscolex draconemoides ingår i släktet Desmoscolex och familjen Desmoscolecidae. Inga underarter finns listade i Catalogue of Life.